# Carl-Eduard von Bismarck

Carl Eduard von Bismarck mit Ehefrau Alessandra (2017)

Carl-Eduard Otto Wolfgang Jayme Anders Graf von Bismarck-Schönhausen (* 16. Februar 1961 in Zürich) ist ein ehemaliger deutscher Politiker (CDU), Unternehmer.

## Leben
Carl-Eduard von Bismarck ist ein Ur-Ur-Enkel des ersten deutschen Reichskanzlers Otto von Bismarck und wurde 1961 als ältester Sohn von Ferdinand von Bismarck (1930–2019) und dessen Ehefrau Elisabeth von Bismarck, geborene Lippens (1939–2023), in Zürich geboren.
Nach dem Abitur 1982 und anschließender Ausbildung zum Reserveoffizier absolvierte er von 1985 bis 1987 eine Ausbildung zum Bankkaufmann und studierte anschließend Internationale Wirtschaftsbeziehungen und Handel. Seit 1989 arbeitet er als Unternehmensberater bei verschiedenen Unternehmen, seit Anfang der 2010er-Jahre mit seinem Beratungsunternehmen. Außerdem leitet er seit 1993 die Fürstlich von Bismarck'sche Verwaltung.
Bismarck trat 1995 in die CDU ein und war von 1999 bis 2007 stellvertretender Vorsitzender des CDU-Kreisverbandes Herzogtum Lauenburg. Von 1998 bis 2007 gehörte von Bismarck dem Gemeinderat von Aumühle an.
Am 25. April 2005 rückte er für den Abgeordneten Peter Harry Carstensen in den Bundestag nach. Bei der Bundestagswahl 2005 wurde er direkt gewählter Abgeordneter für den Bundestagswahlkreis Herzogtum Lauenburg – Stormarn-Süd. Er erreichte 44,4 % der Erststimmen.
Fürst Carl Eduard von Bismarck ist seit dem Tod seines Vaters, 2019, der aktuelle Chef des Hauses Bismarck-Schönhausen, sein ältester Sohn Alexej Graf von Bismarck ist sein designierter Nachfolger. Carl Eduard nennt sich Fürst von Bismarck.

## Ehen und Nachkommen
Von 1987 bis 1989 war von Bismarck mit der mexikanisch-US-amerikanischen Schauspielerin Laura Harring verheiratet. 1990 lernte er beim Großen Preis von Monaco die Schweizerin Celia Demaurex († 2010) kennen, mit der er von 1997 bis 2004 verheiratet war. Anschließend heiratete er die kanadische Designerin Nathalie Bariman. 2006 kam der gemeinsame Sohn Alexei und 2008 die Tochter Grace zur Welt. Die Ehe wurde 2014 geschieden. 2016 heiratete von Bismarck die italienisch-brasilianische Schauspielerin Alessandra Silvestri-Levy, die er im Sommer 2013 auf Ibiza kennengelernt hatte.

## Kritik
Im Mai 2007 berichtete das Politmagazin Panorama in einem Bericht über von Bismarck, indem es ihn als einen untätigen Abgeordneten porträtierte. Ihm wurde außerdem vorgeworfen, seinen Wahlkreis vernachlässigt und CDU-Gremiumssitzungen versäumt zu haben. Bismarck begründete sich damit, seit drei Jahren an unfallbedingten Rückenschmerzen zu leiden, wodurch er sein Amt nicht wahrnehmen könnte, zudem sei er ordnungsgemäß krankgemeldet.
Nachdem aus seinem Wahlkreis mehrfach Rücktrittsforderungen laut geworden waren, legte von Bismarck am 19. Dezember 2007 sein Mandat rückwirkend zum 10. Dezember 2007 nieder und trat im folgenden Jahr auch aus der CDU aus. Für ihn rückte der CDU-Politiker Helmut Lamp nach.